# جون كابيلوس
جون كابيلوس (بالإنجليزية: John Kapelos)‏ (و. 1956  م) هو ممثل أفلام كندي، ولد في لندن.
.

## وصلات خارجية
- جون كابيلوس على موقع IMDb (الإنجليزية)
- جون كابيلوس على موقع ألو سيني (الفرنسية)
- جون كابيلوس على موقع ميوزك برينز (الإنجليزية)
- جون كابيلوس على موقع أول موفي (الإنجليزية)
- جون كابيلوس على موقع قاعدة بيانات الأفلام السويدية (السويدية)
- جون كابيلوس على موقع إن إن دي بي (الإنجليزية)
- جون كابيلوس على موقع قاعدة بيانات الفيلم (الإنجليزية)
- جون كابيلوس على موقع كينوبويسك (الروسية)